# Roman Turovsky-Savchuk
Roman Turovsky-Savchuk (in ucraino Роман Михайлович Туровський-Савчук?, Roman Mychajlovyč Turovs'kyj-Savčuk; in russo Роман Михайлович Туровский?, Roman Michajlovič Turovskij; Kiev, 1961) è un pittore, fotografo e compositore statunitense, autore di installazioni video.
È anche liutista e compositore. Le sue composizioni sono state pubblicate sotto vari pseudonimi ed allonimi.

## Biografia
Turovsky è nato a Kiev nel 1961, quando questa era ancora parte dell'Unione Sovietica. Ha cominciato a studiare arte da piccolo sotto la guida di suo padre, il pittore Michail Turovskij, e alla Scuola d'arte Ševčenko a Kiev. Sin da adolescente ha cominciato anche a mostrare un grande interesse per la musica. La sua famiglia è emigrata a New York nel 1979, abitando inizialmente nel Bronx. Turovsky ha continuato i suoi studi di arte alla Parsons School of Design, studiando allo stesso tempo liuto e composizione con Patrick O'Brien, Pier Luigi Cimma, Leonid Hrabovsky e Davide Zannoni. All'inizio degli anni Novanta ha lavorato per NYANA, un'agenzia per la sistemazione dei rifugiati a New York. I suoi colleghi dell'agenzia al tempo comprendevano figure ora prominenti in vari campi artistici, come il regista teatrale Alexander Gelman, il regista cinematografico Todd Solondz, e gli scrittori Alex Halberstadt e Gary Shteyngart.

### Arte
Turovsky ha cominciato a dedicarsi seriamente alla composizione all'inizio degli anni Novanta, proseguendo allo stesso tempo nella sua carriera di pittore. Ha partecipato a molte mostre. La sua prima mostra personale ha avuto luogo nel giugno del 2006 a New York, e la seconda nel febbraio 2013. Otto delle sue tele sono nella collezione permanente dell'International Marian Iinstitute all'Università di Dayton.

### Cinema e televisione
Turovsky ha lavorato come scenografo nel film Ghost Dog - Il codice del samurai di Jim Jarmusch,  ed in altri film. È inscritto al United Scenic Artists.

### Musica
Come compositore, Turovsky si è concentrato sulla composizione per il liuto barocco, il torban, la viola da gamba e il carillon. Ha scritto oltre 1400 lavori strumentali e per voce, influenzati dal suo retroterra ucraino e dalla musica barocca.  Molti di questi lavori sono stati eseguiti in prima assoluta da Luca Pianca a diversi festival internazionali (Salamanca, Lisbona, Schwetzingen, Vilnius, Vicenza, Urbino,, Metz e Parigi), da Roland Ferrandi in Corte, Simon Paulus a Wolfenbüttel e Jindřich Macek a Přibyslav, Kraty, Praga e Lesina. Ha anche collaborato con Paulo Galvao e Hans Kockelmans in una serie di lavori sperimentali composti in collaborazione.
Le sue composizioni sono stati eseguite e registrate dai liutisti Massimo Marchese, Robert Barto, Robert MacKillop, Oleg Timofeyev, John Schneiderman, Thomas Schall, Trond Bengtson, Terrell Stone e Christopher Wilke, chitarristi Angelo Barricelli e Fernando Lewis de Mattos,
Ernst Stolz con la viola da gamba, ed anche Hans Kockelmans e Olesja Rostovskaja con il carillon.
Nel 2011 e 2013 è stato protagonista di due programmi della lunghezza di un'ora ciascuno per la stazione olandese di musica classica Concertzender. .
Ha anche composto oltre 30 tombeaux dedicati a varie figure della cultura mondiale, definite dal musicologo Pablo del Pozo "di indubbio valore musicale".
Come esecutore, Turovsky è apparso come liutista e suonatore di basso continuo nel New York Bandura Ensemble (il gruppo di musica barocca guidato da Julian Kytasty, e Radio Banduristan. Turovsky nel 2008 ha ricevuto una borsa di studio da New York State Council on the Arts per lo studio dell'arte kobzar con Julian Kytasty..
Roman Turovsky è uno dei membri fondatori di Vox Saeculorum e della Delian Society, due gruppi internazionali preposti alla conservazione e tutela della musica tonale. È stato definito "composer-extraordinaire" dallo scrittore inglese Suhail Saadi.
Nel 2011 Roman Turovsky ha partecipato alla colonna sonora del documentario di Iryna Korpan "She paid the ultimate price" e nel 2013 all'episodio "Georgij Narbut" di Marko Robert Stech per la serie "Eyes on Culture" n. 55 per la stazione KontaktTV di Toronto.

## Allonimi e pseudonimi
A partire dal 1996 Turovsky ha firmato le sue composizioni Sautscheck, una translitterazione tedesca della seconda parte del suo cognome come allonimo. Turovsky ha impiegato una serie di costruzioni, come inter alia Johann Joachim e Konradin Aemilius come nomi propri da usare con il cognome Sautscheck. Ha descritto i suoi lavori come manoscritti di presunti compositori del Seicento, Settecento e Ottocento, appartenenti a generazioni diverse della stessa famiglia. I suoi lavori per liuto hanno avuto un'ampia diffusione sotto l'allonimo Sautscheck e gli pseudonimi Ioannes Leopolita e Jacobus Olevsiensis. Alcuni musicologi hanno descritto questi lavori come malevoli imbrogli e falsi a causa del loro stile apparentemente barocco o risalente a periodi anteriori.  La polemica che ha avuto luogo nel 2000 su quello che alcuni consideravano una truffa vera e propria ha portato alla coniazione di una nuova parola in tedesco, Sautscheckerei, che denota un imbroglio musicale o letterario. Turovsky ha anche pubblicato Mikrokosmos, una raccolta di quasi 600 pezzi in stile rinascimentale basati su melodie popolari ucraine sotto gli pseudonimi Leopolita e Olevsiensis.

## Discografia
- Massimo Marchese - "Dialogues with Time" (daVinci Edition C00028, 2017)[32]
- Chrostopher Wilke «De Temporum Fine Postludia II» (Polyhymnion CD002, USA 2019)
- Chrostopher Wilke "De Temporum Fine Postludia" (Polyhymnion CD001, USA 2016)[33][34]
- Daniel Shoskes "Weiss Undercover" (USA, 2016)[35]
- Daniel Shoskes "Lautenschmaus" CD (USA, 2011)[36]
- Angelo Barricelli "From Borderlands" (Lira Classica, Italy, 2008)
- Thomas Schall "Die Laute im Barock" LCCD 0202 (The Lute Corner, Switzerland, 2002)